# Hellofresh
HelloFresh SE är ett internationellt matkasseföretag med huvudkontor i Berlin i Tyskland och det största matkasseföretaget i USA. De finns också i Kanada, västra Europa (inkluderat Luxemburg, Tyskland, Belgien, Frankrike och Nederländerna), Nya Zeeland och Australien. Hellofresh är listat på Frankfurtbörsen sedan dess börsintroduktion i november 2017.